# Izumi Kyōka

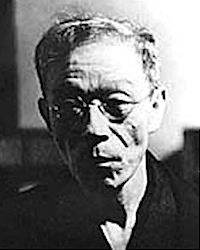
Izumi Kyōka

Izumi Kyōka (japanisch 泉 鏡花, eigentlich: Izumi Kyōtarō (泉 鏡太郎), * 4. November 1873 in Kanazawa; † 7. September 1939 in Tokio) war ein japanischer Schriftsteller.

## Leben
Izumi kam nach dem Besuch der japanisch-englischen Hokuriku-Schule 1890 nach Tokio, wo er Schüler des Dichters und Romanautors Ozaki Kōyō wurde. Unter dessen Betreuung erschien sein erster Roman Kammuri Yaemon. Sein nächstes Werk Giketsu Kyōketsu erschien in Fortsetzungen in der Zeitung Yomiuri Shimbun und wurde als Bühnenstück bearbeitet. Mit weiteren Werken, die im Magazin Bungei Kurabu (文芸倶楽部) veröffentlicht wurden, etablierte er sich als Romanautor.
In den Folgejahren wurde Izumi zu einem populären Autor phantastischer und grotesker Erzählungen. Seine Geburtsstadt Kanazawa widmete ihm ein Museum und stiftete den Izumi-Kyōka-Literaturpreis, der anlässlich seines 100. Geburtstages 1973 erstmals vergeben wurde.

## Werke
- Kammuri Yaemon (冠彌左衞門)
- 1894 Giketsu Kyōketsu (義血侠血)
- 1895 Yakō Junsa (夜行巡査)
- 1895 Gekashitsu (外科室)
  - dt. Izumi Kyōka: Das Operationszimmer. In: Deutsche Gesellschaft für Natur- und Völkerkunde Ostasiens [OAG] (Hrsg.): OAG Notizen. Nr. 10_2010. Tokyo Dezember 2010, S. 1–11 (oag.jp [PDF; abgerufen am 3. Juni 2012] japanisch: 外科室 Gekashitsu. Übersetzt von Matthias Igarashi).
- 1900 Kōya Hijiri (高野聖)
- 1907 Onna Keizu (婦系図)
- 1910 Uta Andon (歌行燈)
- 1913 Yasha-ga-Ike (夜叉ヶ池)